# Lampides porphyris
Lampides porphyris är en fjärilsart som beskrevs av Holl. Lampides porphyris ingår i släktet Lampides och familjen juvelvingar. Inga underarter finns listade i Catalogue of Life.